# هیتاچی ریل ایتالیا
هیتاچی ریل ایتالیا (انگلیسی: Hitachi Rail Italy) شرکت ترابری ریلی ایتالیایی است، که در سال ۲۰۰۱ تأسیس شد.